# Blind Date (émission de télévision)
Pour les articles homonymes, voir Blind Date.

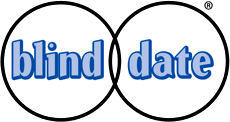
Logo de Blind Date

Blind Date est une émission de télé réalité américaine. Le titre se traduit par « rendez-vous surprise » ou « rencontre à l'aveugle ».